# 353171 Cosmebauca
353171 Cosmebauca este o planetă minoră (asteroid) din centura de asteroizi. A fost descoperită pe 11 iunie 2009 la Observatorio Astronómico de La Sagra⁠(d) de Observatorul Astronomic din Mallorca⁠(d). 
Obiectul prezintă o orbită caracterizată de o semiaxă mare de 3,070052940386 UAi, o excentricitate de 0,24417300863429, o înclinație de 11,049099308414 ° în raport cu ecliptica.